# Руська Поляна (Омська область)

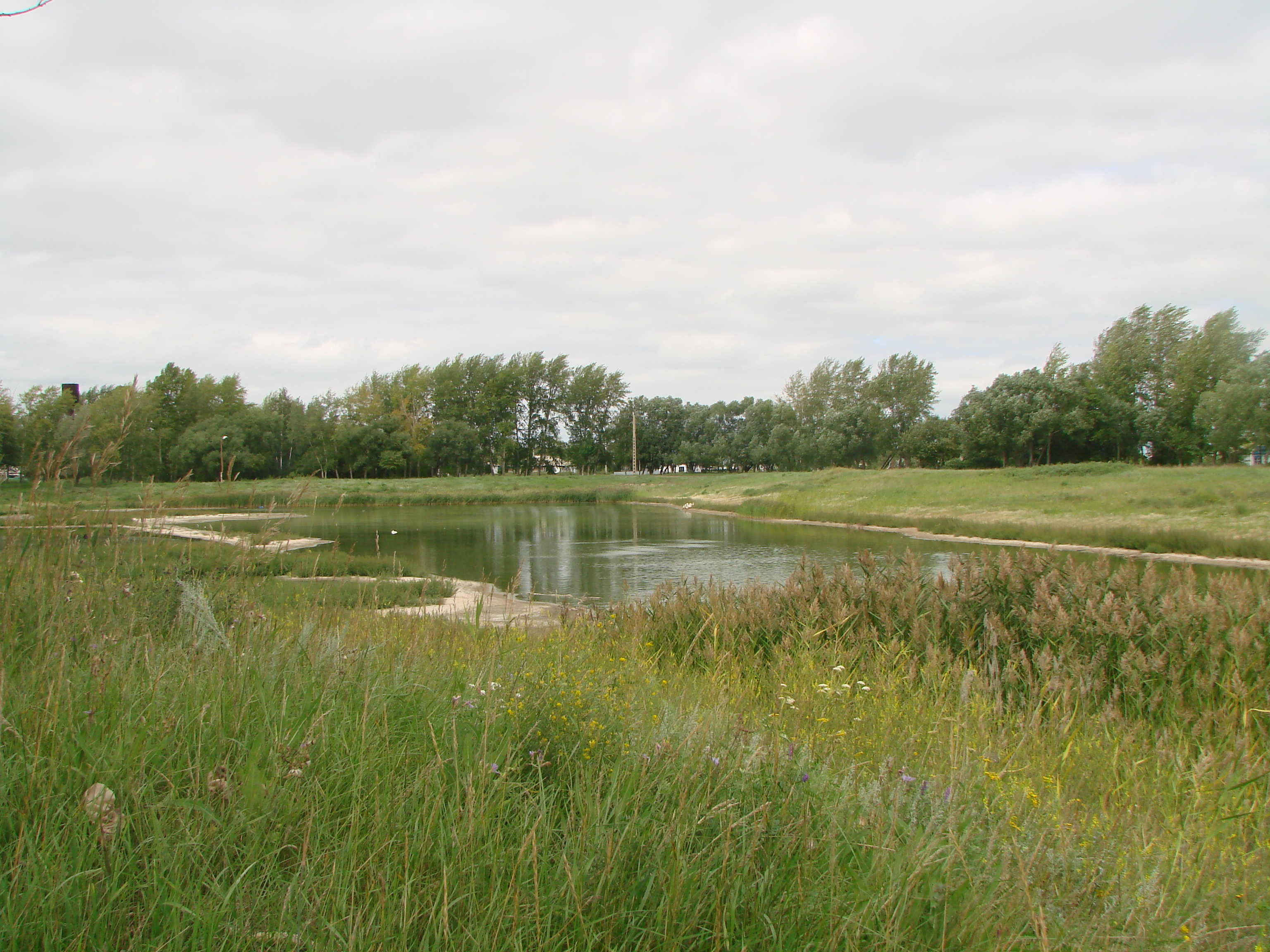

Ру́ська Поля́на (рос. Русская Поляна) — робітниче селище  в Омскої області Росії, адміністративний центр Русько-Полянського района і  Русько-Полянського міського поселення.

## Історія
Засновано в 1907 році. Перші поселенці були переважно вихідцями з Херсонської, Орловської та Полтавської губерній. У 1908 році на сході жителів було вирішено назвати нове селище Руською Поляною (за назвою села біля міста Черкаси — батьківщині одного з першопоселенців). Селище входило до складу Степанівської волості Акмолінської області. У 1921-1928 роках у складі Акмолінської губернії Киргизької АРСР. У 1928—1929 роках у складі Степанівського району Петропавлівського округу Казахської АРСР. З 1929 року у складі Павлоградського району Омського округу Сибірського краю.
1927 року було організовано колгосп «Полегшена праця» (з 1950 року — «Шлях Сталіна», згодом перетворених на радгосп «Русько-Полянський»). У 1935 році селище стало районним центром Русько-Полянського району Омської області. Було збудовано будинки школи, лікарні, райкому партії; з'явилися електрика та радіо. У 1937 році було організовано МТС. У 1950-х село стало своєрідним центром освоєння цілини. Активний розвиток села в наступні два десятиліття призвів до надання йому в 1973 році статусу «робітниче селище» .
1. ↑  Об административно-территориальном устройстве Омской области и порядке его изменения. pravo.gov.ru. Архів оригіналу за 5 червня 2020. Процитовано 2 лютого 2020.
2. ↑  Омская область на карте. Архів оригіналу за 24 вересня 2015. Процитовано 25 травня 2015.